# Preben Bille-Brahe
Preben lensgreve Bille-Brahe (født 25. februar 1773 i Odense, død 21. september 1857 på Hvedholm) var en dansk godsejer.

## Biografi
Han var søn af Henrik Bille-Brahe og dennes tredje hustru, Caroline Agnese Raben, blev født 25. februar 1773 i Odense. Han besøgte latinskolen sammesteds, blev student og studerede derpå ved universitetet i Göttingen.
Efter sin hjemkomst 1793 lod han sig militært uddanne og trådte som løjtnant ind i Hestgarden. Da han trak sig tilbage fra den aktive tjeneste 1798, udnævntes han til major ved landeværnet.
Han ophøjedes 9. maj 1798 i grevestanden, idet han oprettede Grevskabet Brahesminde, der består af stamhuset Hvedholm med godserne Damsbo, Stensgaard og Østrupgård samt øerne Avernakø og Drejø. Desuden grundede Bille Brahe 1811 for sin næstældste søn Stamhuset Egeskov, hvilket hans fader havde købt, og 1805 erhvervede han  Svanholm i Horns Herred, der tilfaldt hans tredje søn som arv.
Han var blandt de "erfarne" mænd, som Frederik VI sammenkaldte 1832 for at indhente deres betænkning om den året forud bebudede stænderforfatnings enkeltheder. Han var kongevalgt medlem af den første roskildske stænderforsamling og gjorde her regeringens finansregnskab til genstand for kritisk behandling, ligesom han også med interesse tog sig af landsbyskolelærernes kår.
Han var som godsejer en overordentlig dygtig administrator, der lagde megen humanitet for dagen i forholdet til bønderne, hvorfor han også var højt skattet af disse. Han indlagde sig store fortjenester som patron for Odense Adelige Jomfrukloster, hvilket han doterede med betydelige summer af sine egne midler.
Han døde på Hvedholm 21. september 1857. Hans bønder rejste mindesmærker for ham på alle tre godser.

## Dekorationer
Bille-Brahe fik titlerne kammerherre og gehejmekonferensråd og dekoreredes med Storkorset af Dannebrogordenen.

## Familie
Bille Brahe var tre gange gift, 1. (1796) med Eleonore Sophie baronesse Rantzau (død 1800), 2. gang (1816) med Johanne Caroline Vilhelmine Falbe (død 1823), 3. gan (1824) med Brigithe Susanne (Sibylle) komtesse Schaffalitzky de Muckadell (død 1876).